# Shark Energy Drink
Lo Shark Stimulation, conosciuto meglio come Shark Energy Drink, è una bevanda energetica disponibile in molte varianti, carbonate e non carbonate, zuccherate e non zuccherate. La bevanda viene prodotta in Thailandia dalla Osotspa Co. Ltd a Bangkok, e in Europa dalla Shark AG ad Innsbruck, in Austria. Il drink è stato prodotto per la prima volta nel 1965, ed è stato concepito dalla stessa formula del Lipovitan, il primo Energy Drink al mondo. Lo Shark Energy viene spesso mischiato insieme ad alcolici, come la vodka, e cocktail, anche se il consumo di Energy Drink associato agli alcolici viene considerato a rischio.

## Varietà
Lo Shark Energy viene distribuito in 89 paesi ed ha debuttato negli Stati Uniti nel 2008. Questo viene distribuito a New York, in California e nelle Hawaii. Viene ampiamente prodotto anche in Europa e in Asia.
Lo Shark originale contiene estratti naturali di fragola e quello non zuccherato invece contiene zucchero naturale estratto dall'uva.

## Informazioni nutrizionali
|                   | Shark Stimulation (100 ml) |
| ----------------- | -------------------------- |
| Valore Energetico | 275 kj / 261 kj            |
| Calorie           | 0                          |
| Grassi            | 0 g                        |
| Riboflavina       | 0,6 g                      |
| Proteine          | 0.4g g                     |
| Sodio             | 0 g                        |
| Taurina           | 0,4 g                      |
| Carboidrati       | 15.5g / 15g                |
| Vitamina B2       | 0.6 mg                     |
| Niacina           | 8.0 mg                     |
| Acido Pantotenico | 2.0 mg                     |
| Vitamina B6       | 2.0 mg                     |
| Vitamina B12      | 1,2 µg                     |
| Tiamina           | 0,1 mg                     |